# 베스테르예틀란드

베스테르예틀란드의 문장

베스테르예틀란드의 위치

베스테르예틀란드(스웨덴어: Västergötland)는 스웨덴 남부 예탈란드 지역을 구성하는 지방 가운데 하나로 면적은 16,694km2, 인구는 1,238,845명(2009년 기준)이다. 서쪽으로는 보후슬렌 지방과 카테가트 해협, 북쪽으로는 달슬란드 지방과 베름란드 지방, 베네른호, 동쪽으로는 네르케 지방과 외스테르예틀란드 지방, 베테른호, 남동쪽으로는 스몰란드 지방, 남서쪽으로는 할란드 지방과 접한다.
스웨덴 남서부에 위치하며 베스트라예탈란드주, 옌셰핑주, 할란드주, 외레브로주가 이 지방에 속한다. 지방을 상징하는 꽃은 위성류아재비, 동물은 두루미이다.

## 같이 보기
- 예타 운하